# Cratere Katchalsky
Katchalsky è un cratere lunare di 32,3 km situato nella parte nord-occidentale della faccia nascosta della Luna.